# John McEnery
Pour les articles homonymes, voir McEnery.
John McEnery, né le 1er novembre 1943 à Birmingham et mort le 12 avril 2019 à Chicago, est un acteur et écrivain anglais.

## Biographie

### Carrière
Il est célèbre par son rôle de Mercutio dans Roméo et Juliette de Franco Zeffirelli.
En France, il devient une vedette dans les années 1970 avec les films Le Bateau sur l'herbe de Gérard Brach (avec Claude Jade et Jean-Pierre Cassel) et par La Dame dans l'auto avec des lunettes et un fusil d'Anatole Litvak avec Samantha Eggar.
En 1972, John McEnery tient le rôle-titre dans Bartleby de Anthony Friedman aux côtés de Paul Scofield).

## Vie familiale
John McEnery a été marié avec l'actrice Stephanie Beacham de 1973 à 1978. Ils ont deux filles (Chloe, Phoebe).
Il est le frère de l'acteur Peter McEnery.

## Filmographie
- 1968 : Roméo et Juliette : Mercutio
- 1970 : La Dame dans l'auto avec des lunettes et un fusil : Yves-Marie / Philippe
- 1971 : Le Bateau sur l'herbe : Oliver
- 1971 : Nicolas et Alexandra (Nicholas and Alexandra) : Kerensky
- 1972 : Bartleby : Bartleby
- 1972 : The Ragman's Daughter
- 1973 : Avril rouge : Vadim
- 1974 : Little Malcolm : Wick Blagdon
- 1975 : Galileo : Federzoni
- 1975 : Le Sixième Continent (The Land That Time Forgot) : Capitaine Von Schoenvorts
- 1976 : Schizo : Stephens
- 1977 : Les Duellistes : Chevalier
- 1984 : Pape Jean Paul II (en) : Monseigneur Kuczkowski
- 1985 : A.D. : Anno Domini (mini-série) : Caligula
- 1985 : Goulag : Diczek
- 1987 : La Petite Dorrit (Little Dorrit) : Capitaine Hopkins
- 1990 : Les Frères Krays : Eddie Pellam
- 1990 : Hamlet : Osric
- 1991 : Beltenebros de Pilar Miró
- 1991 : Hercule Poirot (série TV, saison 3, épisode 7 : Le Mystère du bahut espagnol) : Colonel Curtiss
- 1996 : Jimmy (When Saturday Comes) : Joe Muir
- 2003 : La Jeune Fille à la perle : Apothicaire
- 2005 : Elizabeth I (TV) : Prêtre jésuite
- 2005-2006 : Affaires non classées (série TV) : Det Charie Ferguson (3 épisodes)
- 2008 : Les Enquêtes de l'inspecteur Wallander (série TV) : Lars Magnusson (1 épisode)
- 2011 : Flics toujours (série TV) : Tony (1 épisodes)